# Jacques Poos
Jacques F. Poos (ur. 3 czerwca 1935 w Luksemburgu, zm. 19 lutego 2022) – luksemburski polityk, ekonomista. Wieloletni parlamentarzysta, wicepremier i minister. Deputowany do Parlamentu Europejskiego V kadencji.

## Życiorys
Z wykształcenia ekonomista, studiował w Lozannie. Pracował jako urzędnik w ministerstwie gospodarki, a następnie przez dwanaście lat dziennikarz i wydawca w „Tageblatt”. Stał na czele luksemburskiego stowarzyszenia wydawców prasowych.
Zaangażował się w działalność polityczną w ramach Luksemburskiej Socjalistycznej Partii Robotniczej. Od 1982 do 1995 pełnił funkcję jej wiceprzewodniczącego. Był członkiem Izby Deputowanych (1974–1976 i 1979–1984), a wcześniej także radnym Esch-sur-Alzette (1969–1976).
Po raz pierwszy był członkiem rządu (kierowanego przez Gastona Thorna) w latach 1976–1979, pełniąc funkcję ministra finansów. Ponownie wszedł w skład luksemburskiego gabinetu w 1984, pozostając nieprzerwanie do 1999 wicepremierem i ministrem spraw zagranicznych w rządach, na czele których stali Jacques Santer i (od 1995) Jean-Claude Juncker. Dodatkowo był m.in. minister gospodarki (1984–1989), odpowiadającym za obronę ministrem sił policyjnych (1989–1994) oraz ministrem handlu zagranicznego (1994–1999).
W 1999 uzyskał mandat posła do Parlamentu Europejskiego, w którym zasiadał do 2004. Był członkiem grupy socjalistycznej, Komisji Spraw Zagranicznych, Praw Człowieka, Wspólnego Bezpieczeństwa i Polityki Obronnej, a także kwestorem PE.

## Odznaczenia
- Krzyż Wielki Orderu Infanta Henryka (Portugalia, 1985)[6]
- Krzyż Wielki Orderu Sokoła Islandzkiego (Islandia, 1986)[7]
- Krzyż Wielki Orderu Zasługi (Portugalia, 1987)[6]
- Krzyż Wielki Orderu Zasługi (Chile, 1997)[8]